# ロレンソ・セラ・フェレール
ロレンソ・セラ・フェレール（Lorenzo Serra Ferrer, 1953年3月5日 - ）は、スペイン出身の元サッカー指導者。2010年7月よりRCDマヨルカの副会長とスポーツディレクターの役職に就いている。

## 経歴
初期の指導者経歴
RCDマヨルカを含めて下部リーグで選手時代を送り、プロ選手経験はない。テルセーラ・ディビシオン（4部）のUDポブレンセの監督に就任して指導者経歴をスタートさせ、1983年にUDポブレンセをセグンダ・ディビシオンB（3部）昇格に導いた。1985年にRCDマジョルカ監督に就任し、1986-87シーズンはプリメーラ・ディビシオン（1部）6位の好成績を収めた。長年に渡ってRCDマジョルカの監督やスタッフとしてチームを支えたが、1993年にセグンダ・ディビシオン（2部）のレアル・ベティス監督に就任し、就任1年目でプリメーラ・ディビシオン（1部）昇格を果たすと、1994-95シーズンはUEFAチャンピオンズリーグ出場圏内の3位に躍進させた。1996-97シーズンはリーグ戦4位となって再び欧州カップ戦出場権を獲得し、コパ・デル・レイでは決勝でFCバルセロナに敗れたものの準優勝という好結果を残した。
FCバルセロナ
1997年にFCバルセロナの下部組織のコーチに就任し、2000年にトップチームのルイス・ファン・ハール監督が解任されたために後任監督に就任した。ファン・ハール監督時代の中心選手であったヤリ・リトマネンを構想外とし、生え抜きのカルレス・プジョルやシャビ・エルナンデスなどの若手を積極的に起用したが、3バックと4バックを併用した采配が守備的でスペクタクルに欠けるとの指摘も聞かれた。2000-01シーズンはリーグ戦で低調な成績を続け、UEFAカップではリヴァプールFCと戦った準決勝で敗退した。同大会からの敗退が決まった翌週のリーグ戦でCAオサスナに敗れ、成績不振により監督を解任された。その後はユース部門の統括者となった。
レアル・ベティス
2004年にレアル・ベティスの監督に1997年以来7年ぶりに復帰し、クラブ史に残る輝きに満ちたシーズンを送った。自ら慰留に努めたホアキン・サンチェスや新加入のリカルド・オリヴェイラの活躍もあってリーグ戦を4位で終え、クラブ史上初めてUEFAチャンピオンズリーグ出場権を獲得するとともに、コパ・デル・レイではクラブ史上2度目の優勝を果たした。2005-06シーズンのUEFAチャンピオンズリーグではチェルシーFCを破るサプライズを見せたが、国際舞台での躍進とは裏腹に国内リーグでは低迷し、14位でシーズンを終えた。
AEKアテネ
2006年夏、ギリシャ・スーパーリーグのAEKアテネ監督に就任した。彼はローテーション制に対する確固たる信念を持っており、若手選手にいっそうの出場機会を与えた。彼は国内リーグでも欧州カップ戦でも結果を残すことでファンからの尊敬を勝ち取った。2006年11月1日、UEFAチャンピオンズリーググループリーグのリール戦に1-0で勝利して同大会でクラブ史上初となる勝ち星を挙げた。11月21日のACミラン戦も勝利し、最終節を前にして決勝トーナメント進出圏内の2位に位置したが、最終節でRSCアンデルレヒトに引き分けたことでリールに勝ち点1及ばずグループリーグ敗退が決定した。それにより出場したUEFAカップでは決勝トーナメント1回戦でパリ・サンジェルマンFCに2試合合計0-4で敗れた。リーグ戦では地元ライバルのパナシナイコスFCを打ち負かし、2005-06シーズンに42点だった得点数を60点まで向上させた。後半戦に失速したためにリーグタイトルは獲得できなかったものの、就任1年目で2位につけた。
2007-08シーズンは好調な出だしを見せ、2008年5月25日にはクラブとの契約を4年間延長した。UEFAチャンピオンズリーグ予選3回戦の抽選ではかつて率いたレアル・ベティスのライバルであるセビージャFCを引き当て、「とても感慨深いものがある。愛している街に戻ることができて嬉しい」と語った。しかし、このセビージャFCで敗北するとリーグ戦のイラクリス・テッサロニキFC戦とライバルのパナシナイコスFC戦に立て続けに負け、さらにギリシャ・カップからの早期敗退と悪循環が続き、もっとも対抗心の強いライバルのオリンピアコスFC戦とAEL1964戦の敗戦により1週間の間に順位が首位から3位まで落ちた。2008年2月12日、成績不振により解任された 。
RCDマヨルカの運営者として
2010年6月28日、彼を筆頭とする投資グループがRCDマジョルカを買収し、7月になってクラブの副会長とスポーツディレクター職に就いた。同月には新会長職にジョゼップ・ポンズ、株主の一員にプロテニス選手のラファエル・ナダルを迎え、財政難からの転換を図っている 。

## タイトル
RCDマヨルカ
- コパ・デル・レイ準優勝: 1997

 レアル・ベティス
- コパ・デル・レイ優勝: 2005